# Hemimycena cyphelloides
Hemimycena cyphelloides es una especie de hongo basidiomiceto de la familia Mycenaceae, del orden  Agaricales.

## Sinónimos
- Helotium gibbum (Alb. & Schwein. 1805)
- Hymenoscyphus gibbus (Kuntze 1898)
- Mycena cyphelloides (P.D. Orton 1960)
- Omphalia gibba ((Alb. & Schwein.) Pat., Tabl. analyt. Fung. France (Paris): no. 560 (1888))
- Perona gibba (Alb. & Schwein, 1825)
- Phialea gibba (Alb. & Schwein) Sacc., Syll. fung. (Abellini) 8: 271 (1889)